# Dar Fertit
Dar Fertit est un terme historique utilisé pour désigner les basses terres au sud du Darfour et à l'est des hautes terres à l'est de la République centrafricaine moderne qui contiennent des affluents du Nil Blanc. 
Cette région comprend des parties du sud-ouest du Soudan et du nord-ouest du Soudan du Sud. 
Historiquement et jusqu'à nos jours, la région a accueilli de nombreuses ethnies et langues, certaines remontant à avant 1800, d'autres y ayant migré depuis lors. Dar Fertit n'a jamais été un régime uni. Jusque dans les années 1840, il n'était revendiqué par aucun État, ainsi que le reste du Soudan du Sud moderne, en particulier les sultanats musulmans aux économies esclavagistes qui remplissaient le sud du Tchad moderne et le nord de la République centrafricaine. Après cette époque, l'Égypte, alors domaine de l'Empire ottoman, s'étendit progressivement jusqu'au Nil Blanc puis vers l'ouest, annexant finalement la région en 1873.
Le Dar Fertit d'aujourd'hui se compose principalement de la partie ouest de l'ancien comté de Raga dans le Bahr el Ghazal occidental.

## Histoire
La région, et les régions adjacentes aux mêmes latitudes, ont un terrain inhospitalier qui devient impraticable pendant la saison des pluies. À partir des années 1700, le Darfour et d'autres sultanats musulmans attaquent cette région pour y récolter des esclaves. Le nom Fertit, dont l'étymologie a été perdue dans l'histoire, s'est appliqué aux populations vivant au sud du Darfour, et désignait les non-musulmans et les gens qui étaient légalement asservis. Tout au long des années 1800, des individus et des peuples de l'ouest et du nord ont fui vers le Dar Fertit pour échapper aux raids d'esclaves.
Au fur et à mesure que l'Égypte s'étendait dans ce qui est aujourd'hui le Soudan du Sud, elle accorda des concessions à des marchands privés pour la collecte d'ivoire et d'esclaves. Ces marchands opéraient à partir de forts qu'ils avaient construits, appelés zaribas. Pendant un certain temps au milieu des années 1800, l'un de ces seigneurs de guerre marchands, al-Zubayr, a conquis le Dar Fertit et en a fait son domaine personnel. Sa zariba, Deim Zubeir (Camp de Zubayr), est le noyau de la ville moderne du même nom.
En 1890, Rabah Fadlallah, ancien lieutenant de Soliman Pacha occupe le Dar Fertit.
La zone est explorée en 1899-1900 par Pierre Prins.